# Carl Lagercrantz (major)
Carl Adolf Erik Lagercrantz, född 25 maj 1898 i Hedvig Eleonora församling, Stockholms stad, död 1 maj 1961 i Loftahammars församling, Kalmar län, var en svensk militär, godsägare, företagsledare,  författare och jägare. Han tillhörde ätten Lagercrantz och var brorson till Erik Lagercrantz och kusin till Wera von Essen.

## Biografi
Lagercrantz blev fänrik vid Svea livgarde 1921, löjtnant 1926, kapten 1940 vid arméinspektionen och major i armén 1945. Från 1946 var han kapten i Svea livgardes reserv. Vid sidan av sin militära karriär var Lagercrantz chef för Reijmyre glasbruk 1933–1938. Han hade uppdrag inom Svenska jägarförbundet 1927–1939. Lagercrantz gjorde 1929 en jakt- och studieresa till Östafrika. Han organiserade 1946 den svenska barnbespisningen i Ruhrområdet.
Lagercrantz skrev böcker och tidskriftsartiklar och höll föredrag. Han var en god talare (även på vers) och omtyckt sällskapsmänniska. Med sin familj umgicks han i prins Gustaf Adolfs familj och författade minnesrunan, när denne 1947 omkom i en flygolycka. Skriftställaren Kar de Mumma skrev i sina kåserier ofta och gärna om vännen Carl Lagercrantz, som allmänt kallades "Calle Lager". [källa behövs]
Carl Lagercrantz ägde och bebodde Bjursunds säteri i Loftahammars socken i Västerviks kommun. Han gifte sig 1932 med friherrinnan Elisabeth Klingspor (1910–1958), dotter till Carl-Philip Klingspor och Anna Zethelius.